# Distretto di Plzeň-sever
Il distretto di Plzeň-sever (in ceco okres Plzeň-sever) è un distretto della Repubblica Ceca nella regione di Plzeň. Il capoluogo di distretto è la città di Plzeň.

## Geografia antropica
Il distretto conta 98 comuni:

### Città
- Horní Bříza
- Kaznějov
- Kožlany
- Kralovice
- Manětín
- Město Touškov
- Nýřany
- Plasy
- Třemošná
- Úterý
- Všeruby

### Comuni mercato
- Il distretto non comprende comuni con status di comune mercato.

### Comuni
- Bdeněves
- Bezvěrov
- Bílov
- Blatnice
- Blažim
- Bohy
- Brodeslavy
- Bučí
- Chotíkov
- Chříč
- Čeminy
- Černíkovice
- Čerňovice
- Česká Bříza
- Dobříč
- Dolany
- Dolní Bělá
- Dolní Hradiště
- Dražeň
- Druztová
- Heřmanova Huť
- Hlince
- Hněvnice
- Holovousy
- Horní Bělá
- Hromnice
- Hvozd
- Jarov
- Kaceřov
- Kbelany
- Kočín
- Kopidlo
- Koryta
- Kozojedy
- Kozolupy
- Krašovice
- Krsy
- Křelovice
- Kunějovice
- Ledce
- Líně
- Líšťany
- Líté
- Lochousice
- Loza
- Mladotice
- Mrtník
- Myslinka
- Nadryby
- Nečtiny
- Nekmíř
- Nevřeň
- Obora
- Ostrov u Bezdružic
- Pastuchovice
- Pernarec
- Pláně
- Plešnice
- Pňovany
- Potvorov
- Přehýšov
- Příšov
- Rochlov
- Rybnice
- Sedlec
- Slatina
- Studená
- Štichovice
- Tatiná
- Tis u Blatna
- Tlučná
- Trnová
- Úherce
- Újezd nade Mží
- Úlice
- Úněšov
- Vejprnice
- Velečín
- Vochov
- Všehrdy
- Výrov
- Vysoká Libyně
- Zahrádka
- Zbůch
- Zruč-Senec
- Žihle
- Žilov